# Fame World
Fame World var en nöjespark belägen i Axvall, åtta kilometer utanför Skara. Fame World började som en idé av Bert Karlsson, som tillsammans med Claes-Göran Olsson och Stefan Lindkvist förverkligade planerna genom de gemensamma bolagen Ancim AB och Fame World AB. Karlsson ville knyta samman nöjesparken med reality-TV-programmet Fame Factory och platsen som valdes var det då krisdrabbade köpcentret Köpstaden, i närheten av Skara sommarland.
Fame World öppnade den 2 juli 2005, men det framkom redan kort därefter att nöjesparken hade ekonomiska svårigheter. Besökarantalet var väldigt lågt och trots prissänkningar och rabatterbjudanden tvingades Fame World upphöra med all verksamhet redan samma år som det invigdes. Flera bolag som hade varit delaktiga i byggandet av nöjesparken rapporterade att de inte hade fått betalt för sitt arbete och i augusti 2005 stod det klart att Ancim hade utestående skulder på 33 miljoner kronor. Månaden efter beviljades Ancim en företagsrekonstruktion av Lidköpings tingsrätt och i mars 2006 avblåstes konkurshotet när en ackordsuppgörelse verkställdes.
Karlsson kallade Fame World för sitt "största bakslag någonsin" och nöjesparken beskrevs av både Falköpings Tidning och Skaraborgs Läns Tidning som "troligen nöjesparken med kortast livslängd i landet [som] knappt [hann] öppna [...] innan fordringsägarna började banka på dörren". Köpstaden köptes 2010 upp av Parks & Resorts Scandinavia och revs 2018–2019 för att skapa en större parkeringsyta för Skara sommarland.

## Bakgrund och historia

### Byggande och drift av Köpstaden

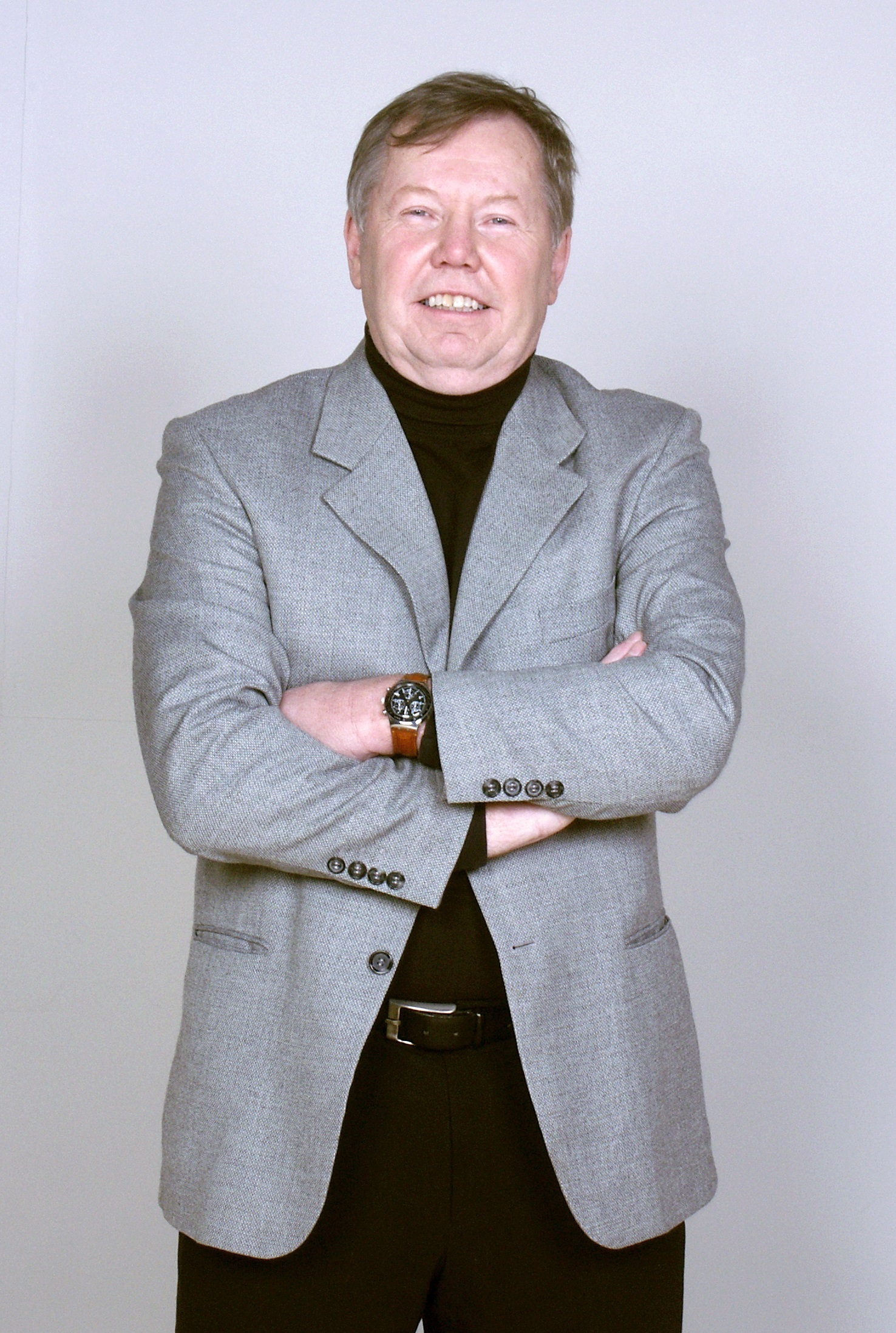
Bert Karlsson var initiativtagare till både Köpstaden och Fame World.

Köpstaden var ett köpcentrum som byggdes under slutet av 1980-talet på initiativ av Bert Karlsson och invigdes den 29 mars 1990. Köpcentret låg i Axvall, åtta kilometer utanför Skara, i närheten av Skara sommarland. Det blev länets första stora affärskomplex, med 30 butiker, och drog till en början många besökare. Dock fick Köpstaden ekonomiska svårigheter efter några år och flera butiker lades ned. 2001 ville dåvarande norska ägarna Uddekil AB, som i sin tur ägdes av norska Fretona AS, storsatsa på Köpstaden, men året efter hade löftet om flera nya butiker ännu inte infriats. 2002 sade Pierre Rehler, Köpstadens dåvarande etableringsansvarige, i en radiointervju att han trodde på en ljusare framtid och att köpcentret skulle byggas ut med 22 000 m² för att locka fler kunder.

### Planer för en nöjespark
Karlsson hade haft idén om en nöjespark i flera år innan Fame World öppnade. Han ville sammanknyta nöjesparken med reality-TV-programmet Fame Factory och bygga den i och utanför Köpstaden. De första planerna för Fame World torgfördes i mars 2003. Vid det tillfället var invigningen av nöjesparken tänkt att äga rum under sommaren samma år och Karlsson planerade att arrendera ett parkeringsområde som var ungefär fyra fotbollsplaner stort, i närheten av Skara sommarland. Karlsson berättade att Fame World skulle bestå av ett tivoli, åkattraktioner, lotterier, en Arn-borg med plats för riddar- och gladiatorspel samt ett dagligt utbud av artister från Fame Factory. Tanken var även att deltagare till 2003-års Fame Factory-höstsäsong skulle utses i nöjesparken. Fame World i sin dåvarande form skulle vara en mobil anläggning på 20 000 m² som skulle sysselsätta omkring 150 personer. Invigningen skulle ske den 4 juli 2003 och verksamheten planerades pågå till slutet av sommaren det året. Karlsson tänkte sedan utvärdera hur det gick för Fame World. Om det skulle visat sig vara ett framgångsrikt koncept tänkte han bygga en större, stationär nöjespark. Dessa ursprungliga planer förverkligades dock aldrig.
I september 2004 rapporterades det att Karlsson ville bygga nöjesparken vägg i vägg med Skara sommarland. En planskiss hade presenterats för Skara kommun och de norska ägarna av Köpstaden var enligt Karlsson intresserade av ett samarbete kring den nya nöjesparken. Något bygglov hade inte sökts vid detta tillfälle, men Fame World var det namn som användes för nöjesparken. I november 2004 rapporterades det att Fame World inte bara skulle hålla till i Köpstaden utan även utanför byggnaden. Temat för nöjesparken skulle vara television och detta inkluderade bland annat en Expedition Robinson-ö, en medeltida Arn-stad samt en golfbana. Bygglovet för Fame World beviljades i april 2005.
Karlsson övertalade Claes-Göran Olsson (1951–2018), åkeriägare från Skövde, och Stefan Lindkvist (1954–), motellägare från Mullsjö, att genom det gemensamma bolaget Ancim AB investera 6,5 miljoner kronor vardera i Fame World. De dåvarande norska ägarna av Köpstaden valde att acceptera Ancims samarbetsavtal. Karlsson, Olsson och Lindkvist sökte då ett lån på 19,5 miljoner kronor från Nordea, men fick avslag. Efter funderingar på att lägga ned hela projektet sökte de istället lån från Danske Bank, som godkände ansökan. Karlsson och Olsson gick i borgen genom sina företag medan Lindkvist gick i borgen med sina privata tillgångar. Två av nöjesattraktionerna, Boda Borg och Dr. Muggs Dassland, anslöt sig kort därefter till planerna via olika entreprenörer. Ancim tvingades dock stå för alla investeringarna i Robin Beach och även gå in som delägare i Inka Golf via det nystartade bolaget Fame World AB. Ägarförhållandena blev omtvistade och någon upphandling genomfördes inte på grund av tidsbrist.

### Invigning och drift av Fame World
"Den nya parken skall byggas ut i tre etapper och kommer att bjuda på en mängd olika aktiviteter som riktar sig till både barn och vuxna men också till företag. Målsättning och förhoppning är att årligen locka 300 000 besökare. [...] Fame World tillsammans med Berts tidigare skapelse Sommarland 'dörr i dörr' ser ut att vara på god väg att bli en nöjesmetropol att räkna med. Och lär troligen ha de förutsättningar som krävs för att dra de riktigt stora besöksskarorna till området som turistbolagen länge har hoppats på."
Invigningen, som från början skulle ägt rum antingen den 25 eller 26 juni 2005, senarelades en vecka. Tanken i mars 2005 var att inomhusattraktionerna skulle öppna redan den 1 juni medan utomhusattraktionerna skulle öppna några veckor senare.  Hantverkarna arbetade både kvällar och helger för att färdigställa Fame World och situationen beskrevs som "okontrollerad". Vid invigningen var nöjesparken ännu inte färdigställd.
Fame World öppnade den 2 juli 2005 och det fanns vid det tillfället 15 butiker i Köpstaden. Fame World var vid invigningen Sveriges första integrerade köpcentrum och nöjespark och i juni 2005 hade Köpstaden bytt namn till Fame World. Förhoppningen var att årligen locka 200 000–300 000 besökare. Nöjesparken var öppen alla dagar i veckan mellan 10.00 och 22.00. Entréavgiften var från början 50 kronor per person, men sänktes kort därefter till 40 kronor och sedan till 30 kronor. Vid den första prissänkningen fick samtliga nöjesattraktioner och upplevelser reducerade priser samtidigt som internetkaféet blev kostnadsfritt. Vid den andra prissänkningen blev även luftkuddelandet kostnadsfritt samtidigt som spabehandlingarna på Robin Beach rabatterades under två veckors tid. Vid den andra prissänkningen meddelades det officiellt att Fame World hade ekonomiska svårigheter på grund av ett lågt antal besökare. Trots reducerade priser ökade inte antalet besökare markant, vilket ledde till att spabehandlingarna på Robin Beach, tivolilandet och internetkaféet fick stängas permanent.
I mitten av juli 2005 kallade Karlsson till ett möte med Olsson och Lindkvist och de kom överens om att kontakta en advokatbyrå i Skövde. Samtliga Fame World-bolag ställde in sina betalningar den 2 augusti 2005, samma dag som alla pågående arbeten på nöjesparken avbröts. Kort därefter meddelades det officiellt att Fame World tvingades stänga med omedelbar verkan med anledning av de "ekonomiska svårigheterna, och på grund av de interna problemen inom företaget".

#### Nöjesattraktioner och upplevelser
Nöjesattraktionerna Spider Tower och Volcano var byggda av SPI Nordic Play & Leisure medan Robin Beach byggdes av IMN Suntech. Ett casino planerades att finnas tillgängligt och ombyggnationer gjordes för att kunna genomföra detta. Dock godkändes inte dessa planer av de ansvariga myndigheterna och byggnadsplanerna fick stoppas. Istället öppnades ett internetkafé med möjlighet att besöka webbsidor relaterade till internetcasino och sportbetting. Ett bollplank planerades också, där besökarna skulle kunna kasta bollar på fotografier på tre av de dåvarande Idol-jurymedlemmarna Claes af Geijerstam, Peter Swartling och Kishti Tomita. Innan invigningen planerades en andra etapp av Fame World för 2006 och då skulle en Expedition Robinson-ö, i storlek med fyra fotbollsplaner, byggas medan den Arn-inspirerade nöjesattraktionen Arns Rike skulle byggas i den tredje etappen 2007.

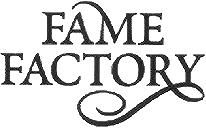
Fame World och några av dess upplevelser hade en koppling till Fame Factory.

Nöjesattraktioner och upplevelser på Fame World var: 
- Audition inför en jury, där "varje veckas vinnare går vidare till finalen där förstapriset är att få spela in en [musik]singel"[36]
- Boda Borg, inspirerat av Fångarna på fortet,[37] som bestod av labyrinter och rumsgåtor[2]
- Bungyjump[37]
- Dr. Muggs Dassland, inspirerat av Doktor Mugg,[37] som bestod av en lekpark[2] med bland annat klätterställningar och rutschkanor[36]
- Inka Golf, äventyrsbangolf på 18 hål[36]
- Inspelning av en musiksingel[36] i Fame Factory-studion[2] för 350 kronor[38]
- Internetkafé, med internetcasino och sportbetting[39]
- Karting, designat av rallycrossföraren Kenneth Hansen[20][37]
- Luftkuddeland,[39] som från början var planerat att vara 3 000 m² och som enbart skulle vara i gång under två månader[20]
- Paintball, designat av paintballutövaren Sebastian Persson[37]
- Robin Beach, inspirerat av Expedition Robinson[37] och Gladiatorerna,[2] som bestod av en sandstrand[36] med spa och tävlingar[37]
- Science World, med fokus på naturvetenskap och experiment[37]
- Show med Fame Factory-deltagare[36]
- Tivoliland,[37] som enbart skulle vara i gång under två månader[20]
- Visning av Fame Factory-skolan[36]

Utöver de nöjesattraktioner och upplevelser som listats fanns det även butiker, restauranger och kaféer på Fame World. Tanken var att nöjesattraktionerna och upplevelserna skulle locka barnfamiljerna till Fame World under sommarhalvåret medan "företag och kompisgäng" skulle lockas under vinterhalvåret.

### Ekonomiska svårigheter för Fame World
"En dryg månad efter att vår nöjespark Fame World har öppnat har det skrivits en del om oss i pressen [...]. Som många av er säkert redan har läst har vår nöjespark ekonomiska problem, vilket vi inte längre kan förneka. Vi har inte haft lika många besökande som vi först hade räknat med att ha och detta påverkar givetvis våra intäkter och vår ekonomiska situation. Men vi håller modet uppe och parken igång!"
Den totala kostnaden för Fame World var 100 miljoner kronor och bokföringen sköttes av Karlssons bolag. Inför invigningen stod det klart för Karlsson att budgetramarna var överskridna men, enligt Olsson och Lindkvist, valde han att övertyga dem om att pengarna skulle räcka till och att allt var under kontroll. Några dagar före den officiella invigningen meddelade dock Karlsson att det behövdes ett lån på ytterligare ett par miljoner kronor. För att nå en acceptabel vinstnivå krävdes det att Fame World skulle ha 2 000 besökare per dag i juli och augusti; den första veckan i juli var besökarantalet färre än 200 om dagen. Det låga antalet besökare kopplades samman med en värmebölja som ägde rum i början av juli 2005, vilket var "förödande för en anläggning som i huvudsak bygger på inomhusaktiviteter". Några dagar efter invigningen drog sig Karlsson tillbaka och han besökte inte Fame World under fem veckors tid. Efter att de ekonomiska svårigheterna för Fame World hade blivit officiella sade Karlsson att det "nog fattas tio miljoner kronor" och att "fordringsägarna inte kan räkna med mer än 30 procents utdelning". Olsson hävdade att det mesta av detta berodde på felfaktureringar och att Karlsson överdrev beloppet som saknades. Advokaten Kjell Henrysson från Skövde togs in för att reda ut den ekonomiska härvan. Under utredningens gång sade Karlsson att inget beslut var taget ifall Fame World skulle läggas ned eller inte och han hoppades för tillfället kunna få till en diskussion med Nordea i Norge. Den 17 augusti 2005 stod omfattningen av byggnationen av Fame World klar och resultatet var att det hade kostat 43 miljoner kronor, varav 33 miljoner kronor var obetalda skulder. Henrysson sade att det inte rörde sig om ackord utan en konkursutdelning.

#### Potentiella köpare av nöjesparken
Thor Bjørndal, dåvarande VD för bolaget Axevalla Köpstaden AB som ägde fastigheten som Fame World var huserad i, visade i augusti 2005 intresse för att ta över Fame World ifall nöjesparken gick i konkurs. Samma månad gick Lars-Göran Blank, grundaren av Jula AB, ut med att han kunde tänka sig att bistå med den summa pengar som krävdes för att det skulle bli en ackordsuppgörelse som fordringsägarna kunde acceptera. Ett av kraven Blank ställde var att Karlsson skulle avsäga sig allt ägarskap i nöjesparken och Karlsson sade att han kunde tänka sig att överlåta sina aktier i Ancim till Blank, vilket skulle innebära att hans ekonomiska förlust begränsades till de 6,5 miljoner kronor han hade investerat i Fame World. Blank meddelade den 1 september 2005 att hans främsta intresse i uppgörelsen var att ta över fastigheten som Köpstaden låg i. Priset för Köpstaden sattes först till 50 miljoner kronor, vilket sedan sänktes till 30 miljoner kronor. Någon uppgörelse med Blank kom dock aldrig till stånd. I september 2005 funderade Olsson och Lindkvist på att göra ett nytt försök med Fame World medan Karlsson ville få bort de dåvarande norska ägarna av Köpstaden eftersom han ansåg att "Fame World ändå inte har någon framtid utan en stark fastighetsägare". Olsson och Lindkvist hotade samtidigt med att stämma Karlsson då de kände sig grundlurade.

#### Företagsrekonstruktion och leverantörsskulder för Fame World

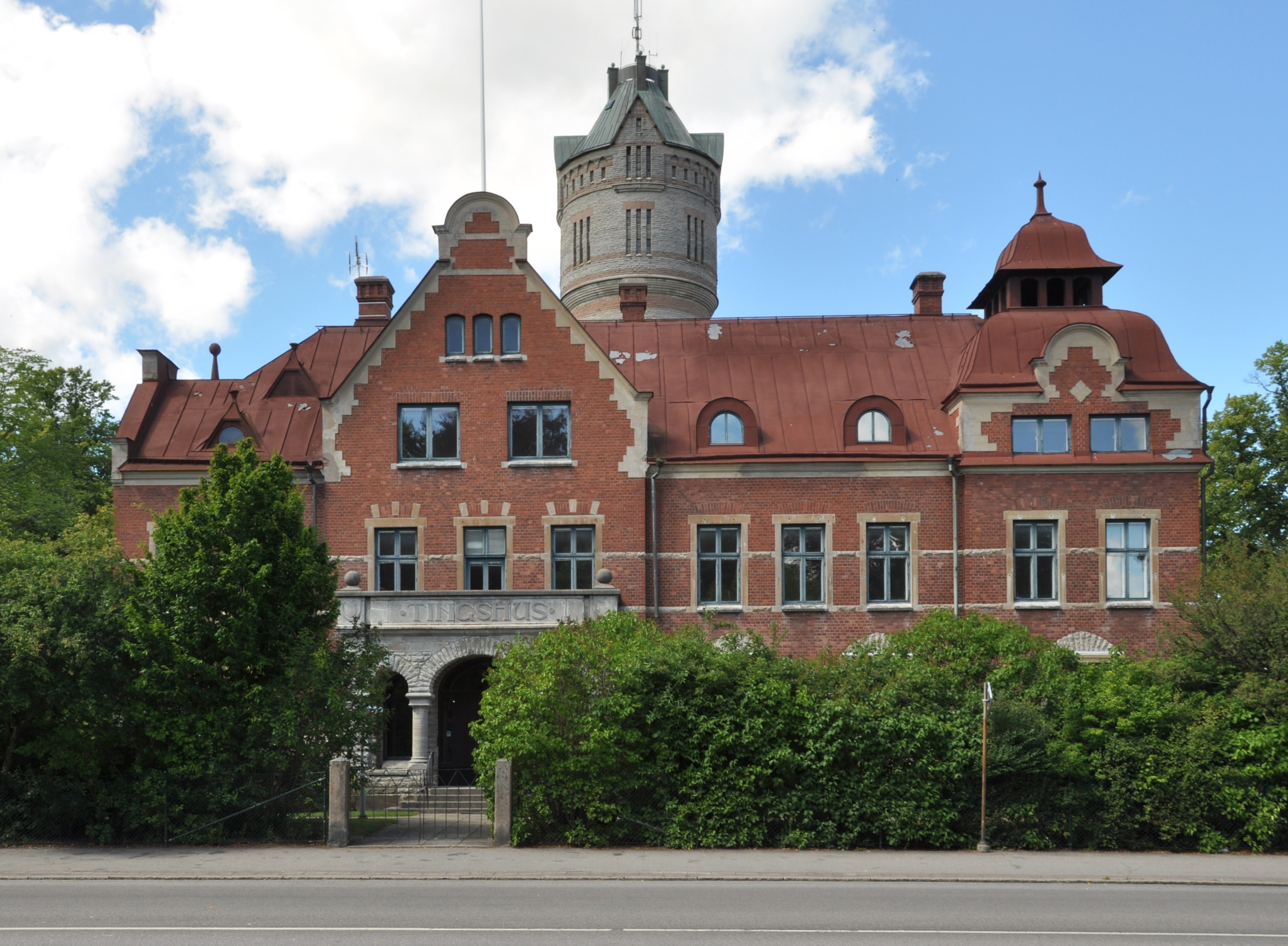
Lidköpings tingsrätt beviljade Ancim och två av dotterbolagen en företagsrekonstruktion i september 2005.

I september 2005 hade Ancim och två av dotterbolagen beviljats företagsrekonstruktion av Lidköpings tingsrätt. Science World, som delvis ägdes av Ancims dotterbolag Skara AB och delvis av Dalénium ideella förening, hade denna månad skulder på knappt 2 miljoner kronor och ansökte därför om företagsrekonstruktion. Samtidigt stämde IMN Suntech, företaget bakom Robin Beach, Ancim på 1,1 miljoner kronor då de enbart hade fått betalt för 40 procent av kostnaderna för bygget av sandstranden. Under denna månad begärde ett icke namngivet verkstadsbolag i Lidköping att Ancim skulle försättas i konkurs; verkstadsbolaget hade 177 000 kronor i krav på Ancim. Andra bolag som Ancim hade utestående skulder till var möbelfirman Gemla Furniture, byggfirman Skarab och firman Skärvs snickerifabrik, där den senare ansökte om konkurs till följd av krisen i Fame World. I slutet av september detta år hölls ett borgenärssammanträde i Lidköpings tingsrätt, där det framkom att borgenärerna fortsatte att försöka få in pengar till Fame World-bolagen och att någon ackordsuppgörelse med fordringsägarna inte var aktuell för tillfället.
För att undvika konkurs lade Henrysson i december 2005 fram ett förslag som syftade till att hantverkarna och fordringsägarna skulle mottaga mellan 25 och 40 procent av värdet på sina fakturor utställda till Fame World. En majoritet av hantverkarna och fordringsägarna accepterade denna ekonomiska ersättning, men Karlsson var negativt inställd eftersom den skulle innebära ett åtagande på 12–13 miljoner kronor för hans del, medan han själv räknade med ett åtagande på cirka nio miljoner kronor.
I början av mars 2006 hade Fame World 33 miljoner kronor i utestående skulder. Senare samma månad meddelades det att konkurshotet var avblåst och att en ackordsuppgörelse var på plats. Uppgörelsen innebar att de större fordringsägarna fick betalt för 36 procent av sina fordringar och att de mindre fordringsägarna fick betalt för 40 procent av sina fordringar. Totalt handlade det om cirka 120 fordringsägare som accepterade ackordsuppgörelsen.
Bolaget bakom Boda Borg lämnade in en konkursansökan till Lidköpings tingsrätt i januari 2007; liknande anläggningar i andra städer fortsatte sin verksamhet.

#### Efterdyningar för Karlsson
Karlsson har beskrivit situationen med Fame World på följande sätt: "Det har varit vidrigt, hemskt. Den värsta sommaren någonsin. [...] Jag var så jävla förbannad på mig själv, helt förstörd. [...] [V]issa har hotat mina barn på möten och sagt att om vi inte löser det här, kan vi inte bo kvar i Skara." Han kallade nöjesparken för "sitt största bakslag någonsin". Enligt Karlsson låg misslyckandet i att det inte tydliggjorts vad Fame World var, att byggkostnaderna blev 50–60 procent högre än beräknat samt att nöjesdelen som Fame World bestod av inte var tillräcklig utan att nöjesparken dessutom hade behövt närvaron av lågprisföretag. Karlsson ansåg att Fame World i teorin var ett lyckat koncept, men att tidpunkten var illa vald. I en intervju från maj 2013 sade Karlsson att han i efterhand inte ångrade satsningen med Fame World. Karlssons ekonomiska förlust för Fame World uppgick till cirka tio miljoner kronor.
I och med bakslaget med Fame World bestämde sig Karlsson för att sälja Mariann Grammofon, vilket han hade grundat 1972. Karlsson uppgav i augusti 2005 att "Fame World har skyndat på det hela. Jag hade nog inte genomfört det här så snabbt annars." Delägaren Camilla Bjering dementerade dock en månad senare att försäljningen skulle ha något med Fame World att göra. I juli 2006 köptes skivbolaget av Warner Music Group.
Den 1 november 2006 omdirigerades all trafik på www.fameworld.se till en hemsida för Sunne vattenpark istället för en hemsida med reklam och bokningar för Köpstadens företag, som den hade använts för tidigare. Omdirigeringen skedde på Karlssons uppdrag och enligt honom berodde den på att Köpstaden hade utestående skulder på 130 000 kronor till honom. Enligt Köpstadens dåvarande centrumledare Sebastian Samuelsson förlorade köpcentret och dess företag 50 000 kronor per dag i uteblivna bokningar i och med denna omdirigering.

### Rivning av Köpstaden

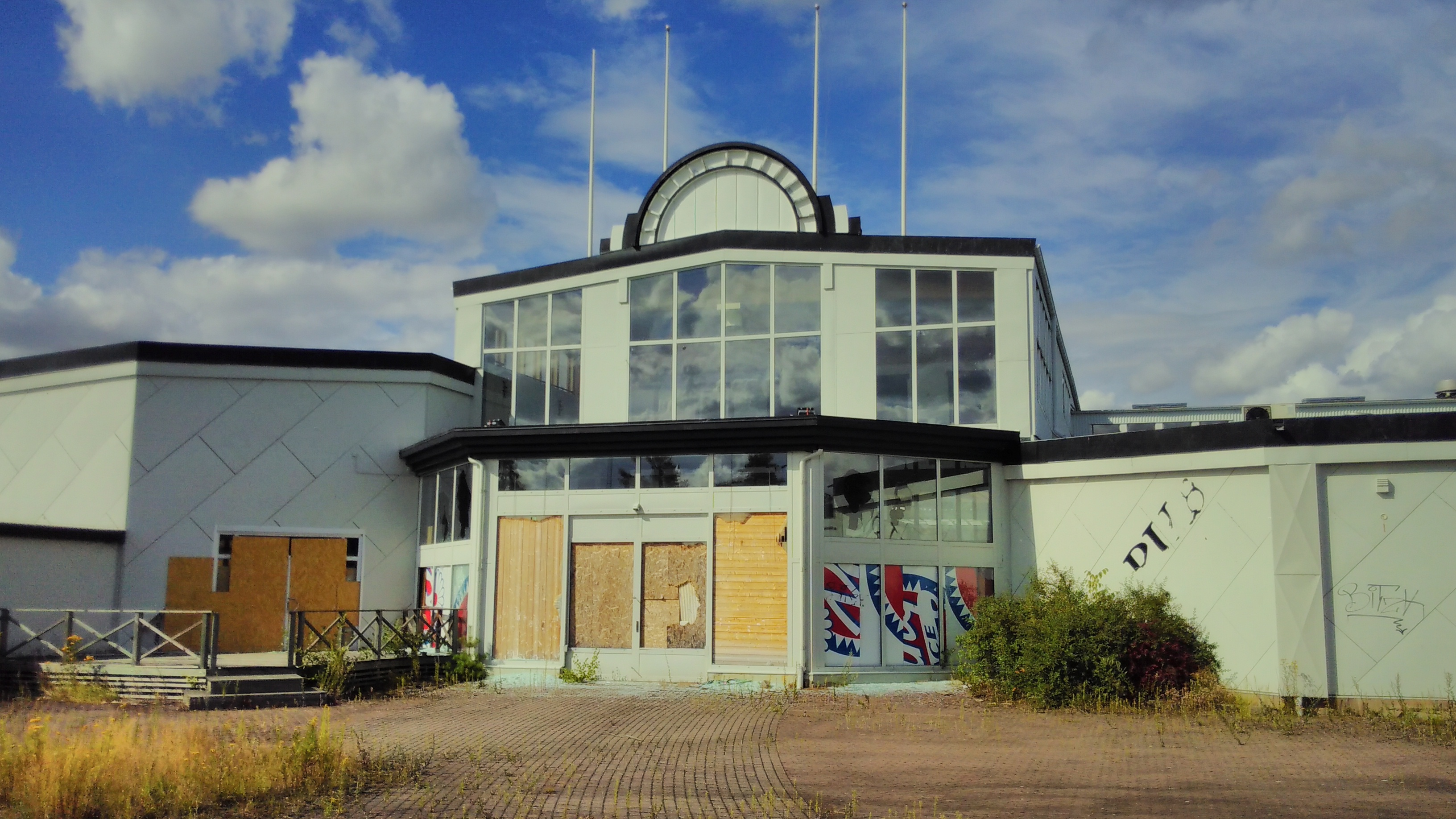
Köpstaden den 31 juli 2017. Köpcentret stängde 2010 och hade fram till rivningen problem med fuktskador och att obehöriga tog sig in i byggnaden. Lokalerna användes även för drifting.

Karlsson konstaterade i efterhand att projektet med Fame World hade varit mindre kostsamt om Köpstaden först hade gått i konkurs innan arbetet med nöjesparken hade påbörjats. Matz Kindmalm, den dåvarande förvaltaren av Köpstaden, uppgav att köpcentret höll på att gå i konkurs innan Fame World öppnade och att många lokaler tidigare stått tomma. Efter att nöjesparken hade öppnat var endast en av köpcentrets lokaler outhyrd och de verksamma bolagen i Köpstaden berördes till en början inte av att Fame World ställde in sina betalningar.
År 2010 köptes Köpstaden av Parks & Resorts Scandinavia för 15 miljoner kronor och all verksamhet lades ned i köpcentret. I september 2012, och senare i maj 2017, meddelade ägarna att de hade bestämt sig för att riva fastigheten för att i ett första skede skapa utrymme för en större parkeringsyta för Skara sommarland. Rivningen av Köpstaden påbörjades den 4 oktober 2018 och slutfördes den 13 februari 2019. Delar av rivningsmaterialet från Köpstaden användes som underlag till parkeringen i Petersburgs fritidsområde i Skara.